# Gare de Blackburn
La gare de Blackburn est une gare ferroviaire desservant la ville de Blackburn au Royaume-Uni.